# Josef Edenhauser
Josef Edenhauser (* 29. August 1962 in St. Johann in Tirol) ist ein österreichischer Politiker (ÖVP) und Landwirt. Er ist seit 2013 Abgeordneter zum Tiroler Landtag.

## Ausbildung und Beruf
Edenhauser besuchte zwischen 1968 und 1972 die Volksschule und im Anschluss bis 1976 die Hauptschule. Er setzte seine Ausbildung danach an der Landwirtschaftlichen Lehranstalt Weitau fort und schloss die Schule 1979 ab. Zudem absolvierte er die Landwirtschaftsmeisterausbildung. Er bewirtschaftet mit seiner Familie den Hof „Ruedl“ im Oberndorfer Bichlach sowie die zugehörige „Hackeralm“ in Kirchdorf im Vollerwerb, wobei er sich mit dem Angebot des Urlaubs am Bauernhof auch ein zweites Standbein geschaffen hat.

## Politik und Funktionen
Edenhauser begann seine politische Karriere in der Jungbauernschaft-Landjugend, wobei er dort als stellvertretender Bezirksobmann wirkte. Er wurde 1986 in den Gemeinderat seiner Heimatgemeinde Oberndorf in Tirol gewählt, wobei er diesem bis 2010 angehört. Dabei war er von 2004 bis 2010 auch Vizebürgermeister von Oberndorf. Des Weiteren leitet er seit 1993 den Maschinen- und Betriebshilfering Kitzbühel als Obmann und engagiert sich seit vielen Jahren als Vertreter der Bezirkslandwirtschaftskammer in der Grundverkehrs- und Höfekommission. 2008 übernahm er im Bezirk Kitzbühel das Amt des Bezirksbauernobmanns, wobei er im Rahmen der Bezirkskonferenz des Tiroler Bauernbundes mit 52 von 58 Stimmen gewählt worden war. Im Vorfeld der Landtagswahl 2013 wurde Edenhauser vom Bezirksbauernrat einstimmig als Bauernbund-Kandidat für die Landtagswahl nominiert. Die Reihungskommission der ÖVP reihte Edenhauser in der Folge auf den zweiten Platz im Kitzbühel. Nachdem die Listenerste Beate Palfrader in die Landesregierung gewählt worden war, konnte Edenhauser in den Landtag nachrücken, wo er am 24. Mai 2013 als Abgeordneter angelobt wurde. Edenhauser ist Mitglied im Finanzausschuss sowie Mitglied im Ausschuss für Land- und Forstwirtschaft, Verkehr und Umwelt. Im ÖVP-Landtagsklub hat er die Funktion des Bereichssprechers für Land- und Forstwirtschaft inne.

## Privates
Edenhauser ist verheiratet und Vater von drei Kindern. In seiner Freizeit ist Edenhauser bei der Bundesmusikkapelle Oberndorf aktiv.